# José Cabral (radialista)
José Cabral (Rio de Janeiro, 1929)  (Rio de Janeiro, 2016) foi um locutor esportivo de rádio fluminense. Foi também repórter esportivo antes de narrar. Se considera como o criador da categoria de comentarista de arbitragem. Conhecido como “Moço da Maricota” e com 50 anos de profissão, teve passagens pelas rádios Globo (1959), Guanabara, Roquete-Pinto, Tupi, Nacional, Record, Jornal do Brasil e Tamoio.
Em 12 de dezembro de 2010 foi entrevistado pelo radialista Sérgio Santos da Rádio Popular de Duque de Caxias. Era torcedor do C. R. Vasco da Gama. Chegou a constar no livros dos recordes Guiness como o locutor que mais narrou penalidades máximas.
Morreu em 11/12/2016